# Oxalaia
Oxalaia (лат.) — род плотоядных динозавров тероподов из семейства спинозаврид, живших во время верхнемеловой эпохи около 95 миллионов лет в районе современной Бразилии. Согласно версии Smyth et. al., 2020, является младшим синонимом Spinosaurus aegyptiacus.
Типовой и единственный вид Oxalaia quilombensis был назван и описан в 2011 году палеонтологом Alexander Kellner в соавторстве с Sergio Azevedeo, Elaine Machado, Luciana Carvalho и Deise Henriques как новый вид и род.

## Описание
Голотип MN 6117-V был найден в слоях формации Alcântara, датируемой сеноманом. Он состоит из двух частей черепа. Кроме того, были найдены другие фрагменты, например MN 6119-V, представляющий собой левую часть верхней челюсти. Окаменелости являются частью коллекции Национального Музея Федерального Университета города Рио-де-Жанейро (Museu Nacional da Universidade Federal do Rio de Janeiro). Ранее в той же геологической формации было найдено большое количество зубов спинозаврид двух типов, первый из которых соответствует зубам Oxalaia. Второй тип зубов, с гладкой эмалью, указывает на ещё не описанный вид.
Хотя ископаемые остатки остаются фрагментарными, длина Oxalaia, по мнению учёных, составляла от 12 до 14 метров, а вес от 5 до 7 тонн. Этот вид — крупнейший теропод из когда-либо найденных в Бразилии и один из крупнейших тероподов в целом.

Оксалайя по сравнению с человеком

Новый вид был помещён в подсемейство Spinosaurinae семейства спинозаврид. Это самый крупный из спинозаврид после Spinosaurus. Oxalaia по описанию более тесно связан с африканскими видами, чем южноамериканскими.